# Papier HWC
Papier HWC (ang. Heavy Weight Coated) – papier o gramaturze 100–300 g/m², dwustronnie wielokrotnie powlekany, z błyszczącą lub matową powierzchnią, stosowany do druku offsetowego arkuszowego z liniaturą rastra 80–240 linii/cm.
Gramatura powłok wynosi 15–30 g/m² na stronę, mogą one zawierać fluorescencyjny wybielacz optyczny.
Na papierze HWC otrzymuje się nadruki o wysokiej jakości, ponieważ większa liczba powłok sprawia, że powierzchnia papieru jest równomierna i gładka, co korzystnie wpływa na drukowność. Przy liniaturze rastra 80 linii/cm różnica w jakości druku między papierami MWC a HWC nie jest jeszcze zauważalna, występuje ona dopiero przy liniaturze rastra powyżej 100 linii/cm lub w przypadku zastosowania rastra stochastycznego. 
Papier ten cechuje się białością ISO 84–90%. 